# Kounický palác
Kounický nebo také Kaunický palác, nazývaný také U zlaté ostruhy, U stříbrné lišky nebo U stříbrné štiky, je barokní palác, který se nachází v Praze na Malé Straně čp. 277/III v Mostecké ulici č. 15. Je chráněn jako kulturní památka.

## Historie

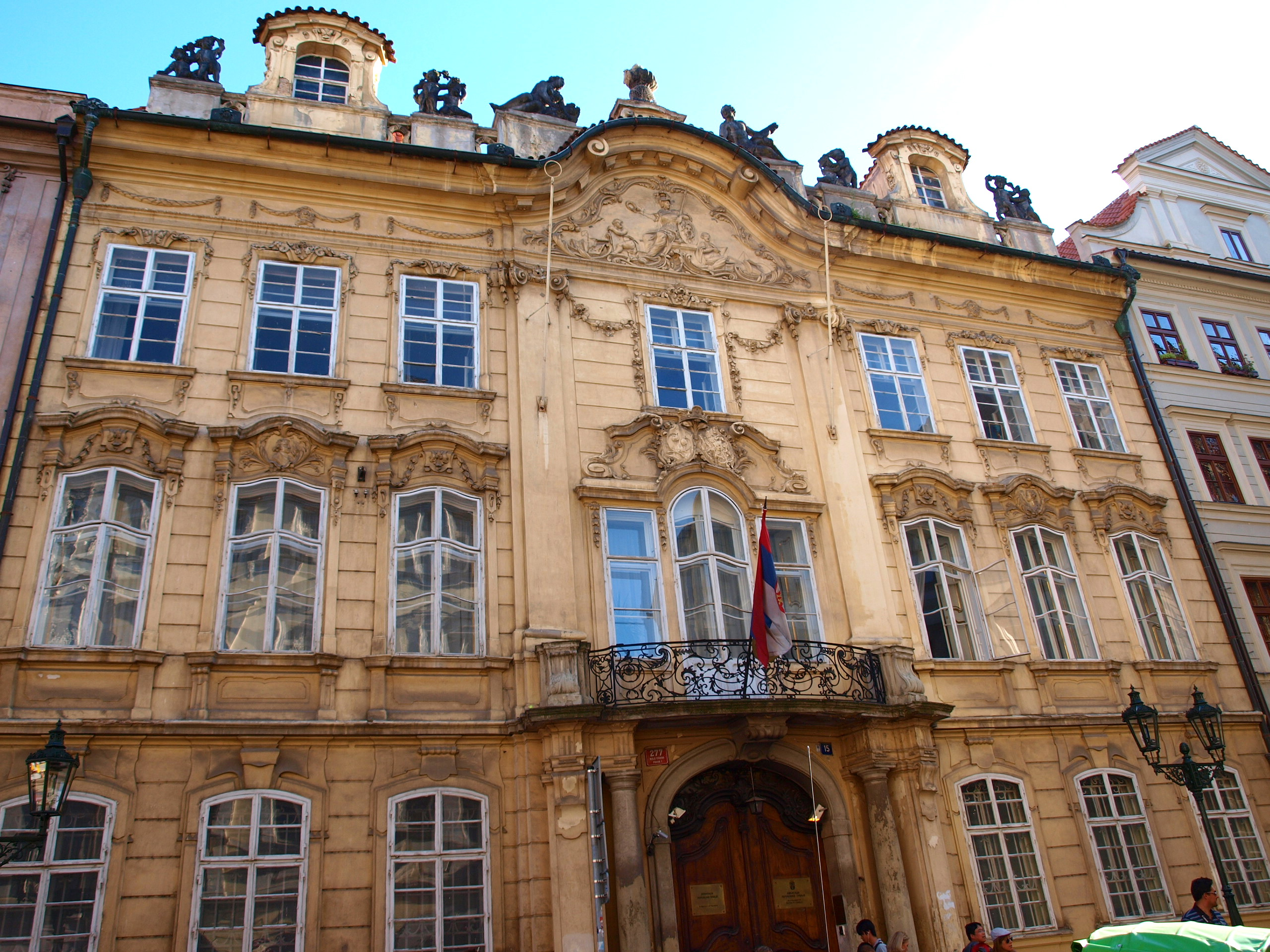
Kounický palác

Palác vznikl renesanční a barokní úpravou dvou starších gotických domů, roku 1629 jej vlastnil velmistr Řádu maltézských rytířů Johann de Witte.
V roce 1762 palác koupil hrabě Jan Adolf z Kounic (1696–1771). Pozdně barokní přestavba pro jeho syna Michala Karla (1745–1820) podle projektu Antonína Schmidta proběhla kolem roku 1775. Plastická výzdoba fasády pochází z dílny Ignáce Platzera.

### 20. století – současnost
V roce 1931 palác prošel adaptací. Dnes zde sídlí srbské velvyslanectví.

## Popis
Dvoupatrový palác tvoří hlavní budova, dvě boční křídla a zadní křídlo.
Uliční průčelí je ukázkou přechodu rokoka a klasicismu. Je symetrické, nad vstupním portálem je balkon s kovanou mříží. Střední část korunní římsy je rozšířena do tympanonu s reliéfem Pallas Athény. Nad středem atiky je ozdobná váza, po stranách pololežící figury a skupinky putti.